# Desertcross 1000-3
Le Desertcross 1000-3 est un véhicule tout-terrain (de type buggy) fabriqué par la société chinoise ODES Industry Co. Ltd, basée à Shandong, en Chine.
Ce véhicule s'est fait connaitre pour avoir été engagé dans la bataille du Dniepr, le 4 mars 2024, lors de l'invasion de l'Ukraine par la Russie.

## Présentation
Le Desertcross 1000-3 est un véhicule léger de 1 050 kilos, fabriqué par la société chinoise ODES Industry Co. Ltd basée à Shandong, pouvant transporter 3 personnes avec une charge de 550 kg. Le moteur essence d'une puissance de 87 chevaux permet une vitesse maximale sur route de 80 km/h et une autonomie de 250 km. Il peut franchir des gués de 0,4 m.

## Historique
Aux États-Unis, le Desertcross 1000-3 est commercialisé sous la marque Aodes et est vendu à un large éventail de clients, allant des éleveurs aux vacanciers.
Le 10 novembre 2023, Vladimir Poutine a inspecté les véhicules tout-terrain (VTT) chinois Desertcross 1000-3 nouvellement acquis, pour 17 000 dollars pièce, lors de sa visite aux forces armées russes à Rostov-sur-le-Don,,.
Plusieurs exemplaires ont été aperçus dans la région de la tête de pont de Krinky puis le 4 mars 2024, ou un article du magazine Forbes indique qu'une unité russe, vraisemblablement le 488e régiment de fusiliers motorisés de la Garde, comprenant ce qui semblait être des tracteurs blindés MT-LB et au moins un char T-90, a attaqué des positions tenues par la 60e brigade mécanisée ukrainienne à Yampolivka (ru), dans l'oblast de Donetsk. Ce qui était inhabituel, c'était ce qu'il y avait dans le groupe d’assaut plusieurs Desertcross 1000-3 chinois,,. La 60e brigade mécanisée ukrainienne a bombardé le groupe d'obus à sous-munitions, puis a tiré dessus avec des drones chargés d’explosifs. Le T-90 et plusieurs Desertcross 1000-3 gisaient détruits parmi un grand nombre de Russes morts,.